# Římskokatolická farnost Horní Vidim
Římskokatolická farnost Horní Vidim (lat. Widimium) je církevní správní jednotka sdružující římské katolíky na území obce Horní Vidim a v jejím okolí. Organizačně spadá do mladoboleslavského vikariátu, který je jedním z 10 vikariátů litoměřické diecéze. Centrem farnosti je Kostel svatého Martina ve Vidimi.

## Historie farnosti
Farnost existovala již před rokem 1400. Matriky jsou vedeny od roku 1661. V barokní době zde v duchovní správě působili také augustiniáni z mělnického kláštera. Nově byla farnost kanonicky zřízena roku 1722. Z důvodu efektivity duchovní správy byl vytvořen farní obvod (kolatura) farnosti Štětí nad Labem, jehož součástí je i farnost Horní Vidim, která je tak ve 21. století spravována excurrendo z litoměřického vikariátu.

### Duchovní správcové vedoucí farnost
Začátek působnosti jmenovaného v duchovní správě farnosti od:
- ?–1897 Bohuslav Polák, farář
- ?–1926 Josef Melzer, farář
  - 1970–1981 Richard Kališ, SVD, duchovní správce řeholních sester na místním zámku
- 1992–2010 Miroslav Šantin, admin. in materialibus
- 1. 8. 2010 Anselm Pavel Kříž O.Praem., admin. exc. ze Štětí nad Labem[5]

Kromě kněží stojících v čele farnosti, působili ve farnosti v průběhu její historie i jiní kněží. Většinou pracovali jako farní vikáři, kaplani, katecheté, výpomocní duchovní aj.

## Území farnosti
Do farnosti patří území obcí:
- Dobřeň (Dobrzin[3][p 1]) s místní částí Střezivojice (Schedoweitz[3][6][p 1]),
- Osinalice s místní částí Nové Osinalice (Neu Wosnalitz,[3][6] varianta Neu-Wosnalitz[7][p 1]),
- Vidim s dvěma částmi Horní Vidim (Ober-Widim[7][p 1]) a Dolní Vidim (Unter-Widim[7][p 1]),
- Sitné (Zittnai[6][p 1]) s Novými Tupadly (Neu-Tupadl[7][p 1]), které jsou místní částí obce Želízy.

## Římskokatolické sakrální stavby a místa kultu na území farnosti
| | Fotografie     | Stavba                     | Místo          | Bohoslužby                      | Zeměpisné souřadnice                                                                                        | Status                     | Číslo kulturní památky                       |
| Kostel a kaple | Kostel a kaple | Kostel a kaple             | Kostel a kaple | Kostel a kaple                  | Kostel a kaple                                                                                              | Kostel a kaple             | Kostel a kaple                               |
| --- | -------------- | -------------------------- | -------------- | ------------------------------- | --- | -------------------------- | -------------------------------------------- |
| 1. |                | Kostel sv. Martina         | Vidim          | bližší informace o bohoslužbách | Horní Vidim, st. 1, pp. 1 50°28′4″ s. š., 14°31′36″ v. d.                                                   | farní kostel               | 15045/2-1427 (Pk•MIS•Sez•Obr•WD) (Q24282780) |
| 2. |                | Kaple Nejsvětější Trojice  | Osinalice      | bližší informace o bohoslužbách | 50°29′39″ s. š., 14°31′2″ v. d.                                                                             | kaple                      | —                                            |
| 3. |                | Kaple sv. Václava          | Horní Vidim    | bohoslužby příležitostně        | jižní okraj Horní Vidimi, po pravé straně silnice Tupadlynáves, pp. 1796/1 50°27′55″ s. š., 14°31′26″ v. d. | obecní výklenková kaple    | 23625/2-3916 (Pk•MIS•Sez•Obr•WD) (Q38190490) |
| 4. |                | Fara                       | Vidim          | —                               | Vidim 4 50°28′2″ s. š., 14°31′37″ v. d.                                                                     | bývalé sídlo farního úřadu | 30340/2-3894 (Pk•MIS•Sez•Obr•WD) (Q31203887) |
| Venkovní kříže a sochy |                |                            |                |                                 | |                            |                                              |
| 6. |                | Venkovní kříž              | Sitné          | bohoslužby příležitostně        | v severní části obce při silnici na Šemanovice 50°26′39″ s. š., 14°31′35″ v. d.                             | obecní krucifix            | —                                            |
| 7. |                | Venkovní kříž              | Sitné          | bohoslužby příležitostně        | v jižní části obce při silnici na Želizy 50°26′37″ s. š., 14°31′31″ v. d.                                   | obecní krucifix            | —                                            |
| 8. |                | Socha sv. Jana Nepomuckého | Vidim          | bohoslužby příležitostně        | náves, pp. 1796/1 50°28′1″ s. š., 14°31′35″ v. d.                                                           | socha                      | 105591 (Pk•MIS•Sez•Obr•WD) (Q38190485)       |
| 9. |                | Skalní reliéf Ukřižování   | Dobřeň         | bohoslužby příležitostně        | při silnici jižně od vsi, pp. 1222/2 50°28′41″ s. š., 14°33′2″ v. d.                                        | socha                      | 21990/2-3703 (Pk•MIS•Sez•Obr•WD) (Q37173055) |
| Hřbitovy |                |                            |                |                                 | |                            |                                              |
| 10. |                | Hřbitov                    | Vidim          | bohoslužby příležitostně        | na severním okraji obce 50°28′14″ s. š., 14°31′36″ v. d.                                                    | obecní hřbitov             | —                                            |
| Některé drobné sakrální stavby a pamětihodnosti lze dohledat zde v databázi Drobné sakrální památky Zaniklé sakrální stavby lze dohledat zde v databázi Poškozené a zničené kostely, kaple a synagogy v České republice |                |                            |                |                                 | |                            |                                              |

Ve farnosti se mohou nacházet i další drobné sakrální stavby, místa římskokatolického kultu a pamětihodnosti, které neobsahuje tato tabulka.